# Cottonwood (Minnesota)
Cottonwood város az USA Minnesota államában, Lyon megyében. Lakosainak száma 1149 fő (2020. április 1.).

## Népesség
A település népességének változása:

| 2010 | 1 212 |
| 2020 | 1 149 |